# Naturalne planowanie rodziny
Naturalne planowanie rodziny (NPR), metody rozpoznawania płodności (MRP), metody obserwacji cykli (MOC), FAM (ang. fertility awareness methods) – metody rozpoznawania okresów płodnych i niepłodnych w cyklu miesiączkowym kobiety na podstawie obserwacji wskaźników płodności, takich jak śluz oraz stan szyjki macicy, a także pomiarów podstawowej temperatury ciała. Metody te wykorzystuje się zarówno w celach antykoncepcyjnych, jak i jako wsparcie w okresie planowania ciąży. Mają również duże zastosowanie w diagnostyce i leczeniu zaburzeń hormonalnych.

## Klasyfikacja metod rozpoznawania płodności
Metody rozpoznawania płodności dzieli się ze względu na liczbę wskaźników, które uwzględnia się w interpretacji przebiegu cyklu.
| Metoda                                         | Śluz szyjkowy           | Pomiar PTC              | Obserwacja szyjki macicy | Obserwacja zespołu objawów jajeczkowania | Kalkulacje              |
| Metody jednowskaźnikowe                        | Metody jednowskaźnikowe | Metody jednowskaźnikowe | Metody jednowskaźnikowe  | Metody jednowskaźnikowe                  | Metody jednowskaźnikowe |
| ---------------------------------------------- | ----------------------- | ----------------------- | ------------------------ | ---------------------------------------- | ----------------------- |
| Metoda Billingsów                              |                         |                         |                          |                                          |                         |
| Model Creightona                               |                         |                         |                          |                                          |                         |
| Metoda termiczna                               |                         |                         |                          |                                          |                         |
| Metody wielowskaźnikowe                        |                         |                         |                          |                                          |                         |
| Metoda objawowo-termiczna Kippleyów (LMM)      |                         |                         |                          |                                          |                         |
| Metoda objawowo-termiczna Kramarek             |                         |                         |                          |                                          |                         |
| Metoda objawowo-termiczna niemiecka            |                         |                         |                          |                                          |                         |
| Metoda Rötzera                                 |                         |                         |                          |                                          |                         |
| Metoda podwójnego sprawdzenia (tzw. angielska) |                         |                         |                          |                                          |                         |

Czasami do metod rozpoznawania płodności zalicza się także metodę laktacyjną niepłodności poporodowej (LAM), jednak WHO uznaje ją za osobną metodę. Metodą rozpoznawania płodności nie jest natomiast tzw. kalendarzyk, ponieważ nie uwzględnia prowadzenia obserwacji wskaźników płodności (okres płodności wyznacza się na podstawie statystyk).

## Zastosowania obserwacji cyklu

### Antykoncepcja
Obserwacja wskaźników płodności może być wykorzystywana w celu zapobiegania ciąży jako wyłączna metoda antykoncepcyjna lub łącznie z innymi metodami. Jeśli MRP stosowane jest w sposób wyłączny, cel antykoncepcyjny osiąga się poprzez rezygnację ze współżycia w okresie płodnym lub zastępowanie go innymi czynnościami seksualnymi. Łączenie MRP z innymi metodami oznacza zazwyczaj stosowanie środków barierowych w czasie płodnym.

### Planowanie ciąży
Stosowanie regularnej obserwacji cyklu pozwala ustalić dni najwyższej płodności, co może ułatwić starania o dziecko i przyspieszyć osiągnięcie ciąży. Nowoczesne metody rozpoznawania płodności pozwalają również prognozować termin porodu z większą precyzją niż obliczenia opierające się na dacie ostatniej miesiączki (OM). Pomiary podstawowej temperatury ciała, dokonywane w pierwszym trymestrze ciąży, pozwalają ocenić, czy ciąża nie jest zagrożona.

### Diagnostyka i leczenie zaburzeń hormonalnych
Obserwacja wskaźników płodności ułatwia diagnostykę (i ewentualne leczenie) takich zaburzeń i chorób jak:
- brak lub znaczne opóźnienie owulacji,
- hiperprolaktynemia,
- niedomoga lutealna,
- zespół policystycznych jajników (PCOS).

## Instytucje i organizacje promujące NPR/MRP
- Stowarzyszenie Liga Małżeństwo Małżeństwu
- Polskie Stowarzyszenie Nauczycieli NPR (PSNNPR)[7]

## Skuteczność
Skuteczność metod rozpoznawania płodności jest zróżnicowana i zależy od:
- rodzaju metody
- poprawności i konsekwencji stosowania
- motywacji
- rodzaju antykoncepcji, z którą się je łączy

Najwyższą skutecznością wykazuje się prawidłowo stosowana metoda objawowo-termiczna. Jej skuteczność wynosi 99,5% dla stosowania wyłącznego i 99,4% dla stosowania łącznie z antykoncepcją barierową. Jest to wartość porównywalna ze skutecznością wkładek domacicznych (99,4–99,8%) i tabletek hormonalnych (99,7%).
Metody jednowskaźnikowe mają nieco niższą skuteczność (wyjątkiem jest model Creightona) i jest to odpowiednio 93,7–99,2% dla metody termicznej i 96,1–99,5% dla metody Billingsa.